# Virgin Media O2
Virgin Media O2 (légalement VMED O2 UK Limited) est une société britannique de médias et de télécommunications basée à Londres, en Angleterre. La société a été créée en juin 2021 en tant que coentreprise à 50/50 entre Liberty Global et Telefónica par le biais de la fusion de leurs activités respectives Virgin Media et O2 UK,,.
C'est l'un des plus grands opérateurs de divertissement et de télécommunications au Royaume-Uni, avec environ 47 millions de clients en 2021,.